# Marykirk Bridge
Die Marykirk Bridge ist eine Straßenbrücke in der schottischen Ortschaft Marykirk. Sie überspannt die Grenze zwischen den Council Areas Angus und Aberdeenshire. 1971 wurde die Brücke in die schottischen Denkmallisten in der höchsten Denkmalkategorie A aufgenommen. Eine ehemalige zusätzliche Einstufung als Scheduled Monument wurde 1996 aufgehoben. Da die Brücke in zwei Verwaltungseinheiten liegt, besitzt sie zwei Denkmalnummern. Am rechten Ufer, auf Seite Angus’, befindet sich ein altes Zollhaus, das ebenfalls als Kategorie-A-Bauwerk geschützt ist.

## Geschichte
Der Bau der Marykirk Bridge wurde im Dezember 1811 aufgenommen. Für die Planung zeichnet der schottische Ingenieur Robert Stevenson verantwortlich. Stevenson setzte zum Bau dieselbe Mannschaft ein, die gerade das Bell Rock Lighthouse erbaut hatte. David Logan leitete die Arbeiten. Da verschiedene Arbeiter ihren Kriegsdienst in den Napoleonischen Kriegen leisteten, stand nicht zu allen Zeiten die volle Mannschaft zur Verfügung. Im Februar 1813 war der südlichste Bogen fertiggestellt und Stevenson wurde mit der Planung des Zollhauses beauftragt. 1814 wurden die Bauarbeiten abgeschlossen. Die geplanten Baukosten in Höhe von 7266 £ konnten nicht gehalten werden. Der Bau schlug letztlich mit rund 10.000 £ zu Buche.

## Beschreibung
Der Mauerwerksviadukt überspannt den North Esk am Südrand von Marykirk. Er führt heute die A937 (Montrose–Laurencekirk) mit vier ausgemauerten Segmentbögen über den Fluss. Die gleichförmigen Bögen weisen lichte Weiten von 17,7 m bei lichten Höhen von 4,3 m auf. An den Pfeilern treten gerundete Eisbrecher heraus. Die Zwickel sind mit runden Blindöffnungen ausgeführt. Stilistisch bestehen Parallelen zur nahegelegenen Stannochy Bridge.

## Zollhaus
Das ehemalige Zollhaus steht am Brückenende am rechten Ufer des North Esk. Es wurde von Robert Stevenson entworfen und 1814 fertiggestellt. Das einstöckige Gebäude ist klassizistisch ausgestaltet. Es weist einen T-förmigen Grundriss auf. Die Abschlüsse sind gerundet ausgeführt. Die rückwärtigen Anbauten sind neueren Datums.